# 64-й дальнебомбардировочный полк ВМФ

64-й минно-торпедный авиационный полк ВВС ВМФ — ныне не существующая воинская часть Вооружённых Сил СССР и РФ. Изначально формировался как 35-я отдельная дальнебомбардировочная эскадрилья, с целью изучения иностранной военной техники.

## Наименования части
Условное наименование - в/ч 09694
Действительные наименования - 
- 35-я отдельная дальнебомбардировочная авиационная эскадрилья
- 64-й дальнебомбардировочный авиационный полк
- 570-й минно-торпедный авиационный полк
- 570-й минно-торпедный авиационный полк дальнего действия
- 570-й морской ракетоносный авиационный полк

## История полка
35-я отдельная дальнебомбардировочная авиационная эскадрилья сформирована по штату № 030/499 на аэродроме «Южная Сергеевка» ВВС ТОФ 23 января 1945 года (основание - циркуляр НГМШ ВМФ № 01389). На вооружении эскадрильи стояли самолёты Пе-2, Ил-4 и ДБ-3, а также в штат были введены три американских бомбардировщика Б-29 и один Б-25. Эти самолёты в разное время и по разным причинам совершили посадку на аэродромах «Центральная Угловая» и «Унаши».
В гарнизон из Москвы прилетела группа авиационных специалистов, которую возглавлял заместитель начальника лётной инспекции ВВС ВМФ подполковник Рейдель С.Б. Ставилась задача изучить американские самолёты и перегнать их в Москву, где в КБ Туполева в самые сжатые сроки планировалось их всестороннее изучение и копирование.
Первые полёты выполнялись с аэродромов Центральная Угловая и Николаевка, затем эскадрилья перебазировалась на самый большой в те годы приморский аэродром Романовка, откуда уже выполнялась полностью программа испытаний и подготовка к перелёту. В общей сложности испытания продолжались до 21 июня 1945 года.
Первыми были перегнаны два Б-29 под управлением Рейделя С.Б. и Марунова В.П. Перелёт выполнялся с промежуточными посадками в Чите, Красноярске и Тайнче (в последнем была развёрнута крупная база перегонщиков ВВС ВМФ). Самолёты совершили посадку на московском аэродроме ВМФ «Измайлово».
С третьим Б-29 всё обстояло значительно хуже: в полёте возникли неполадки и в Тайнче самолёт заходил на посадку с горящим 4-м двигателем. В Москве срочно сняли с перелетевшего самолёта двигатель и привезли в Тайнчу на транспортном С-47, где его заменили.
Перелетевшие бомбардировщики Б-29 первоначально вошли в штат 65-го полка ВМФ специального назначения, затем один был разобран специалистами КБ Туполева, второй оставлен в качестве эталона, а третий передан в Дальнюю авиацию на аэродром Болбасово, для ознакомления. Как известно, копия Б-29 под индексом Ту-4 поступала исключительно в Дальнюю авиацию. Исключением стал отряд управления 143-й минно-торпедной авиадивизии, где очень недолго эксплуатировались 4 машины типа Ту-4.
35-я ОДБАЭ продолжала летать в составе ВВС ТОФ, в составе действующей армии с 9.08.45 по 3.09.45 год (о боевой работе информации нет). Единственный Б-25 к концу года потерпел аварию в Романовке и был списан. 31 декабря 1945 года, в соотв. с приказом Командующего ТОФ № 011 от 22.01.1946 г. эскадрилья расформирована и была обращена на формирование 64-го дальнебомбардировочного авиационного полка (циркуляр НГМШ № 0059 от 5.10. 1945 г.) Формирование полка проводилось на аэродроме «Унаши». На формирование полка, помимо 35-й ОДБАЭ, были обращены 2-й УАП ВВС ТОФ и эскадрилья самолётов Пе-2, прибывшая с ЧФ. Полк вошёл в состав формируемой 17-й (Камчатской) смешанной авиационной дивизии ВМФ. 
Уже в середине года в полк поступили первые 6 самолётов Ту-2Т из Крыма («АС Багерово»), где они проходили войсковые испытания - полк стал лидерным в ВМФ по эксплуатации торпедоносцев Ту-2Т. 
2 февраля 1946 года полк передали в состав Камчатской военной флотилии, но так как аэродрома для него построено не было (на островах Северной Курильской гряды), полк временно продолжал оставаться в Приморье на аэродроме Унаши.
15 декабря 1947 года самая молодая 17-я смешанная авиационная дивизия ВМФ была расформирована, а 64-й ДБАП переименовывается в 570-й минно-торпедный авиационный полк 5-го ВМФ четырёхэскадрильного состава. Четвёртая АЭ на Пе-2 была получена из расформированного 33-го авиационного полка пикирующих бомбардировщиков ВМФ, перелетевшая из Николаевки. 
В период с 15.12.47 по 24.09.48 полк входил в состав 89-й (бывш. 10-й) МТАД, затем был передан в 15-ю САД ВВС ТОФ и перелетел на аэродром Май-Гатка. К тому времени в полку были 2-е АЭ на Ту-2, третья АЭ на Пе-2 и три самолёта По-2.
В феврале 1950 года полку вручено Боевое Красное знамя. В июне полк приводится в полную боевую готовность, в связи с начавшейся войной в Корее.
18 января 1951 года полк выводится из состава 15-й САД, в связи с её переформированием в истребительную дивизию, и становится отдельным полком, без изменения места дислокации.
10 июня 1953 года полк включается в состав 692-й МТАД (бывш. 16-я САД). С 1 сентября 1953 года полк переводится на штат реактивной авиации № 98/16, к декабрю получены самолёты Ил-28, и полк перелетел на аэродром «Каменный Ручей», где он и оставался на постоянной основе ещё 40 лет, до своего расформирования.
В 1958 году полк переучен на Ту-16. С 1 мая 1961 года полк переименован в 570-й морской ракетоносный авиационный полк 143-й МРАД (бывш. 692-я МТАД). Полк числится частью 1-й линии и отнесён к особо режимным объектам как носитель ядерного оружия. 
В 1962 году полк вновь становится четырёхэскадрильного состава - из гарнизона Зябровка (БССР, 18 км от г. Гомель) прибыла эскадрилья самолётов-заправщиков с расформированного 210-го гв. ТБАП (основание - директива ГШ ВМФ №ОМУ/1/13196 от 22.11.1962 г.). С этого момента в полку две ударные эскадрильи, одна вспомогательная и одна учебная. Задачи полка - противокорабельные ударные функции в акватории Тихого океана.
По состоянию на 1968 год в полку числилось 20 Ту-16К-10, три Ту-16СПС, два Ту-16Т и пять заправщиков. В следующем году торпедоносцы переоборудованы в постановщики помех, и получен ещё один Ту-16З и Ту-16СПС.
В 1973 году почти все ракетоносцы полка доработаны в Ту-16К-10-26, наиболее совершенный вариант из всех ударных типов Ту-16, позволяющий нести одновременно три КР: одну К-10С и две КСР-2 или КСР-5.
По состоянию на 1975 год в полку числилось 35 машин типа Ту-16, из них 22 ракетоносца.
В 1982-83 году полк переучен получил в 2-е эскадрильи 20 самолётов Ту-22М2. Третья АЭ продолжала эксплуатировать Ту-16 в вариантах постановщиков помех.
В 1984 году в полку проводились войсковые исследования по применению штатных средств РЭБ самолётов Ту-22М2 в реальных условиях. 
В 1992 году расформировывается 3-я АЭ полка, со списанием самолётов типа Ту-16.
01.12.93 года, на основании Директивы ГШ ВМФ № 730/1/0530 расформирована прославленная 25-я морская ракетоносная авиационная Рананская дважды Краснознамённая дивизия ВВС ВМФ имени Героя Советского Союза Острякова. С целью сохранения традиций, действительное наименование, награды и почётные наименования были переданы 143-й МРАД. Так 570-й МРАП вошёл в состав 25-й гв. МРАД, без изменения места дислокации. Но уже через год, 1 декабря 1994 года управление 25-й гв. МРАД и 570-й МРАП были расформированы. Авиатехника полка была передана на баланс 568-го гв. МРАП, но уже не поднималась в воздух и к началу 21-го века поэтапно была утилизирована.

## Авиационная техника на вооружении полка
Пе-2, По-2, Ту-2,Б-25, Б-29, Ил-28, Ту-16Т, Ту-16К, Ту-16ПЛ, Ту-16СПС, Ту-16К-10, Ту-16З, Ту-22М2

## Катастрофы
13 июня 1950 г. из-за ошибки при посадке на аэродроме «Май-Гатка» разбился самолёт Ту-2. Самолёт выкатился за пределы взлётно-посадочной полосы и получил значительные повреждения. Погиб ВСР Александр Фёдорович Ильюшин. Лётчик Владимир Степанович Сизин и штурман Станислав Алексеевич Стрижаков получили ранения различной степени тяжести
18 августа 1950 г., днём, потерпел катастрофу самолёт Ту-2, пилотируемый лётчиком лейтенантом Виктором Николаевичем Заболотцким, со штурманом лейтенантом Владимиром Лукяновым и стрелком-радистом сержантом Евгением Константиновичем Скляром. Экипаж, в составе звена, выполнил торпедометание по кораблю-цели на траверзе м. Тык, после чего продолжил полёт на свой аэродром. На подходе к побережью самолёт вошёл в облака и спустя несколько минут столкнулся с сопкой Советская (Императорская) хребта Доко на высоте 520 м. Самолёт разрушился и сгорел. Штурман В. Лукьянов был выброшен из кабины в момент столкновения и остался жив. Остальные члены экипажа погибли.
16 декабря 1952 года самолёт Ту-2 упал в черте п. Майский Советско-Гаванского района из-за пожара на борту. Экипаж покинул аварийную машину на недопустимо малой высоте и разбился. Погибший экипаж — лётчик ст. л-т В. Е. Грушевич, штурман ст. л-т Ю. П. Сутянгин и воздушный стрелок-радист сержант А. В. Бородкин. В 2011 году погибшему экипажу поставлен памятник в п. Майский, с отданием воинских почестей.
Ночью 30 апреля 1966 года, Ту-16, экипаж м-ра Тихонова, из-за ошибки руководителя полётов, при посадке на запасном аэродроме Хороль самолёт столкнулся с сопкой, весь экипаж погиб. Самолёт садился в Хороле из-за резкого ухудшения погоды на Каменном Ручье. Обломки машины были обнаружены только на 4-е сутки. Члены экипажа: Кравцов В. М., Шаденко Н. В., Шульга В. С., Борестовенко Ю. И., Юсупов Б.
20 июня 1976 года. Ту-16К-10 (борт № 77), командир м-р Зинченко, оперативный аэродром Леонидово (о. Сахалин). Посадка самолёта на грунт за восемь метров до торца ВПП с превышением максимально допустимого посадочного веса (по топливу) и вертикальной перегрузки. После жёсткого удара самолёт переломился по гермошпангоуту передней кабины, его снова подбросило в воздух, и машина моментально загорелась. Горящий самолёт пролетел 300 метров над ВПП до повторного касания. После остановки экипаж экстренно покинул горящую машину. Второй штурман получил ожоги кистей рук, самолёт полностью сгорел.
16 сентября 1980 года, самолёт Ту-16К-10, командир к-н Душко. Вылет на боевую службу в Охотское море в составе пары. Из-за отказа электрооборудования произошло отключение перекачивающих плоскостных топливных насосов, и для сохранения приемлемой центровки экипаж периодически сливал топливо. Посадка выполнялась на запасном аэродроме Кневичи (Владивосток). За 12 км до аэродрома двигатели остановились ввиду полной выработки (и слива) топлива. Выполнена посадка на кукурузное поле (ночью!), только чудом самолёт не разрушился. Экипаж жив и здоров, самолёт списали. Данный инцидент был подробно описан в газете «Боевая вахта».
Утром 23 ноября 1989 года, самолёт Ту-22М2 (борт № 70). При возвращении с полигона «мыс Тык» на базовый аэродром в Татарский пролив (на траверзе Углегорска) упал самолёт майора Зерцалова. Отказ поперечного управления из-за конструктивно-производственного недостатка (сбой в электроснабжении вызвал неконтролируемый подъём до упора левого интерцептора). Экипаж воспользовался средствами аварийного покидания самолёта, но спасти не удалось никого. Экипаж: Валерий Зерцалов, Сергей Мавродиев, Владимир Гусев, Николай Сушков.

## Командиры полка
- В. Жуков
- В.И. Жданов
- Б.И. Лисовенко
- А.С. Туганов
- Г.С. Липко
- А.Я. Горохов
- В.Е. Ручков
- В.С. Бадеев
- В.П. Житенев
- А.Н. Заякин
- Н.Л. Солдатов
- Л.С. Ушаков
- Лепаловский
- Г.Н. Добровольский
- В.В. Марков
- А.И. Сердюк